# Orthetrum brevistylum
Orthetrum brevistylum is een echte libel uit de familie van de korenbouten (Libellulidae). De wetenschappelijke naam van de soort werd in 1896 gepubliceerd door William Forsell Kirby.
De soort staat (als Orthetrum kollmannspergeri) op de Rode Lijst van de IUCN als niet bedreigd, beoordelingsjaar 2012.

## Synoniemen
- Orthetrum kollmannspergeri Buchholz, 1959